# رضي (مشكين شهر)
رضي (بالفارسية: رضی) هي منطقة سكنية تقع في إيران في Arshaq District. يقدر عدد سكانها بـ 1,749 نسمة .